# Onchidiidae
Onchidiidae é uma família de pequenas lesmas pulmonadas desprovidas de concha do clado Systellommatophora que agrupa espécies maioritariamente marinhas (excepto 5 espécies que são terrestres ou de água doce). Onchidiidae é a única família da superfamília monotípica Onchidioidea.

## Descrição
Os membros da família Onchidiidae são lesmas incomuns por, ao contrária da maioria da quase totalidade das lesmas marinhas, não serem opistobrânquios com brânquias. Pelo contrário, estes organismos são pulmonados que apresentam maiores semelhanças (e parentesco mais estreito) com os caracóis terrestres e de água doce que respiram o ar atmosférico do que com os búzios e as lesmas marinhas.
A família não está subdividida em subfamílias na taxonomia dos Gastropoda de Bouchet & Rocroi (2005). Estão listadas 143 espécies validamente descritas de Onchidiidae, mas o grupo carece de uma revisão detalhada.
Os membros da família Onchidiidae são desprovidos de concha na fase adulta, apesar de apresentarem protoconcha e opérculo na fase larvar. A cavidade paleal é reduzida ou mesmo ausente, correlacionando com a perda das brânquias, rafes e outros caracteres geralmente ligado à cavidade do manto. Estes organismos são completamente desprovidos de curvatura por torção, tendo sofrido endireitamento após a fase larvar.
As lesmas desta família recorrem ao uso de dardos de amor constituídos por quitina durante o acasalamento.
Nesta família, o número de cromossomas haploides varia entre 16 e 20.

## Habitat
Todos os membros deste grupo respiram ar atmosférico, razão pela qual as espécies marinhas têm distribuição restrita à zona entremarés,  especialmente de costas rochosas. As espécies marinhas respiram, movem-se e alimentam-se durante a maré vazia, quando a água recua e os espécimes são expostos ao ar.
A maioria das espécies integradas nesta família são marinhas, com apenas duas espécies a ocorrerem em habitats de águas salobras e três em ambientes terrestres.
Onchidium typhae (Índia) e Labbella ajuthiae (sinónimo taxonómico: Elophilus ajuthiae) (Tailândia) são as duas únicas espécies de Onchidiidae que vivem em água salobra. A espécie também ocorre em habitats de água doce.
Oncis ponsonbyi (sinónimo taxonómico: Platevindex ponsonbyi) e Semperoncis montana (sinónimo taxonómico: Platevindex apoikistes e Semperella montana) são as únicas espécies terrestres de Onchidiidae. A sua região de distribuição natural está confinada às áreas de floresta chuvosa de grande altitude no Bornéu e nas Filipinas.

## Géneros
A família Onchidiidae, na sua presente circunscrição taxonómica, inclui os seguintes géneros:
- Hoffmannola Strand, 1932
- Labbella Starobogatov, 1976
- Lessonina Starobogatov, 1976
- Onchidella Gray, 1850[7]
- Onchidina Semper, 1885
- Onchidium Buchanan, 1800 - género tipo
- Paraoncidium Labbé, 1934
- Paraperonia Labbé, 1934
- Peronia Fleming, 1822
- Peronina Plate, 1893
- Quoya Labbé, 1934
- Scaphis Labbé, 1934
- Semperoncis Starobogatov, 1976

Sinonímia taxonómica de géneros
Dadas as dificuldades inerentes à classificação com base na morfologia, o grupo apresenta uma rica e complexa sinonímia taxonómica:
- Arctonchis  Dall, 1910: sinónimo de Onchidella J. E. Gray, 1850
- Elophilus Labbé, 1935: sinónimo de Labbella Starobogatov, 1970
- Eudrastus Gistel, 1848: sinónimo de Peronia Fleming, 1822
- Lessonia Labbé, 1934: sinónimo de Lessonina Starobogatov, 1976
- Occidentella Hoffmann, 1929: sinónimo de Onchidella J. E. Gray, 1850
- Onchis Férussac, 1821: sinónimo de Peronia Fleming, 1822
- Oncidiella P. Fischer & Crosse, 1878: sinónimo de Onchidella J.E. Gray, 1850
- Oncidina Plate, 1893: sinónimo de Onchidina Semper, 1882
- Oncidium Agassiz, 1846: sinónimo de Onchidium Buchannan, 1800
- Oncis Plate, 1893: sinónimo de Platevindex H. B. Baker, 1938
- Peronella Mörch, 1863: sinónimo de Onchidella J.E. Gray, 1850
- Peroniella Starobogatov, 1976 : sinónimo de Onchidella J. E. Gray, 1850
- Platevindex Baker, 1938 : sinónimo de  Oncis Plate, 1893
- Quoyella Starobogatov, 1976: sinónimo de Quoya Labbé, 1934
- Semperella Labbé, 1934 sinónimo de Semperoncis Starobogatov, 1976
- Watsoniella Hoffmann, 1928: sinónimo de Hoffmannola Strand, 1932